# Canistel
De canistel (Pouteria campechiana) is een plant uit de familie Sapotaceae.
Het is een doorgaans niet meer dan 8 m hoge, groenblijvende boom. In ideale omstandigheden kan de boom een hoogte van 30 m bereiken. Alle plantendelen bevatten een melkachtig latex. De bladeren zijn afwisselend geplaatst en staan dicht opeen in de scheuttoppen. De bladeren zijn lancetvormig, glanzend, 10-25 cm lang en 4-7 cm breed. De 8-10 mm grote bloemen zijn crèmekleurig en geurend.
De vruchten zijn rond of ovaal en aan het einde duidelijk toegespitst. De schil is glad en wordt rijp geel tot lichtoranje. Het vruchtvlees is melig, fijnvezelig en heeft een zoete, muskusachtige smaak. Het is rijk aan niacine, caroteen en koolhydraten. De vrucht bevat vijf zaden.
De canistel komt van nature voor van Mexico tot in Panama. De plant wordt in Midden-Amerika en in het noorden van Zuid-Amerika verbouwd.